# Lijst van burgemeesters van Duivendijke
Dit is een lijst van burgemeesters van de voormalige Nederlandse gemeente Duivendijke tot die gemeente in 1961 opging in de gemeente Middenschouwen.
| Ambtsperiode    | Naam burgemeester                      | Partij of stroming | Bijzonderheden                                                                                                   |
| --------------- | -------------------------------------- | ------------------ | --- |
| ?               | ?                                      |                    | |
| vermeld in 1813 | jhr. Karel Willem de Jonge (1789-1852) |                    | |
| ?               | ?                                      |                    | |
| 1827? - 1853    | Cornelis (C.) Viergever                |                    | |
| 1853 - 1861     | Cornelis (C.) Lopse Hocke              |                    | tevens burgemeester van Brouwershaven (1837-1861)                                                                |
| 1861 - 1882     | L. Viergever                           |                    | |
| 1882 - 1910     | T. Gast                                |                    | |
| 1910 - 1941     | J. Padmos                              |                    | |
| 1941 - 1945     | A.H. Vermeulen                         | (PvdA)             | waarnemend, later burgemeester van Dreischor                                                                     |
| 1945            | J. Padmos                              |                    | waarnemend |
| 1946 - 1954     | Hemmo Reint Nieborg                    | ARP                | later burgemeester van Nieuw-Lekkerland                                                                          |
| ?               | ?                                      |                    | I.W. Padmos was als loco-burgemeester en/of waarnemend burgemeester actief gedurende (een deel van) deze periode |